# Hell on Wheels
Hell on Wheels este un serial TV american dramatic-western. Prezintă construcția primei căi ferate americane transcontinentale de-a lungul Statelor Unite de către compania Union Pacific Railroad. În rolurile principale joacă Colm Meaney, Common și Dominique McElligott. În particular, povestea se concentrează asupra unui fost soldat confederat (interpretat de Anson Mount) care, în timp ce lucrează ca maistru și șef de șantier pentru căile ferate, încearcă să-i găsească și să-i ucidă pe soldații unioniști care i-au violat și ucis soția în timpul Războiului Civil American.
Serialul, creat și produs de Joe și Tony Gayton, a fost transmis în SUA și Canada pe canalul de cablu AMC, având premiera la 6 noiembrie 2011. A fost dezvoltat de Endemol USA, sub conducerea lui Jeremy Gold, fiind produs de Entertainment One și Nomadic Pictures. În 2012, AMC a anunțat că cei care au creat serialul, Joe și Tony Gayton  nu mai sunt implicați în producerea de zi cu zi a serialului. La 12 decembrie 2012, AMC a anunțat că producătorul de televiziune John Wirth , un scenarist al Terminator: The Sarah Connor Chronicles, va fi angajat ca showrunner al celui de-al treilea sezon.
Sezoanele unu (2011–12) și doi (2012) prezintă întâmplări din 1866, iar sezonul trei (2013) începe cu 1867.  La 14 noiembrie 2013, AMC a reînnoit Hell on Wheels cu un al patrulea sezon compus din 13 episoade. Sezonul 4 a avut premiera la 2 august 2014.

## Distribuție

### Roluri principale
- Anson Mount ca Cullen Bohannon, fost soldat confederat care este determinat să răzbune moartea fiului și soției sale, Maria.
- Colm Meaney ca Thomas "Doc" Durant, un om de afaceri și investitor în prima Cale Ferată Americană Transcontinentală, afacere prin care speră să facă avere.
- Common ca Elam Ferguson, un sclav recent  eliberat, care încearcă să-și găsească locul său în lume. El lucrează supraveghetor și ca asistent general al lui Bohannon.
- Dominique McElligott ca Lily Bell, o văduvă al cărui soț (decedat de curând) a fost un inspector care a lucrat la proiectul feroviar transcontinental și a descoperit cea mai convenabilă trecere ferată prin Munții Stâncoși.
- Tom Noonan ca Reverend Nathaniel Cole, un misionar care anterior a participat la Kansasul însângerat înainte de Războiul Civil American; el este sătul de omoruri și vrea să-i ajute pe albi și indieni să evite un nou război.
- Eddie Spears ca Joseph Lună Neagră, un Cheyenne care trebuie să aleagă între noua lume și tradițiile strămoșilor săi.
- Ben Esler ca Seán McGinnes, un tânăr ambițios irlandez în căutarea sa de a face avere în Vestul SUA.
- Phil Burke ca Mickey McGinnes, fratele Sean, care a călătorit cu Seán în America.
- Christopher Heyerdahl ca Thor Gundersen, Șeful securității lui Durant, este cunoscut ca "suedezul", deși el este norvegian.
- Robin McLeavy ca Eva, o femeie albă cu un tatuaj mare pe bărbie din timpul captivității sale la indieni. Inițial ea lucrează în bordelul Hell on Wheels.
- Kasha Kropinski ca Ruth, fiica abandonată a reverendului Cole și moștenitoarea biserica sale.
- Dohn Norwood ca Psalms, un fost sclav și criminal eliberat, a cărei pedeapsă cu închisoarea a fost cumpărată de către calea ferată.
- Jennifer Ferrin ca Louise Ellison, o jurnalistă inteligentă, spirituală și cochetă angajată de către New York Sun pentru a relata "povestea secolului".

| Actor                 | Personaj                   | Sezoane      | Sezoane      | Sezoane |
| Actor                 | Personaj                   | 1            | 2            | 3       |
| --------------------- | -------------------------- | ------------ | ------------ | ------- |
| Anson Mount           | Cullen Bohannon            | Main         | Main         | Main    |
| Common                | Elam Ferguson              | Main         | Main         | Main    |
| Dominique McElligott  | Lily Bell                  | Main         | Main         |         |
| Colm Meaney           | Thomas "Doc" Durant        | Main         | Main         | Main    |
| Ben Esler             | Seán McGinnes              | Main         | Main         | Main    |
| Phil Burke            | Mickey McGinnes            | Main         | Main         | Main    |
| Eddie Spears          | Joseph Black Moon          | Main         | Main         |         |
| Tom Noonan            | Reverend Nathaniel Cole    | Main         | Main         |         |
| Christopher Heyerdahl | Thor Gundersen "The Swede" | Rol secundar | Main         | Main    |
| Robin McLeavy         | Eva Toole (née Oates)      | Rol secundar | Main         | Main    |
| Kasha Kropinski       | Ruth                       | Rol secundar | Rol secundar | Main    |
| Dohn Norwood          | Psalms                     | Rol secundar | Rol secundar | Main    |
| Jennifer Ferrin       | Louise Ellison             |              |              | Main    |

### Personaje secundare
- April Telek ca Nell,  șefa bordelului Hell on Wheels
- Duncan Ollerenshaw ca Gregory Toole, un muncitor irlandez pe calea ferată; oponentul lui Elam.
- James D. Hopkins ca Senator Jordan Crane, atât aliat cât și oponent al lui Durant.
- Wes Studi ca Șef Cai Mulți, tatăl lui Joseph.
- Gerald Auger ca Pawnee Killer, fiul Șefului Cai Mulți și fratele lui Joseph.
- Virginia Madsen ca Mrs. Hannah Durant, soția încăpățânată a lui Thomas
- Grainger Hines ca Doc Whitehead,  un sudist și tată a Cullen, care apare înainte de război.
- Ryan Robbins ca Hawkins, lider al unei bande de tâlhari ex-confederați ce jefuiesc trenuri.
- Serge Houde ca Congresman Oakes Ames.
- Chelah Horsdal ca Maggie Palmer.
- Damian O'Hare ca Declan Toole,  fratele lui Gregory.

| April Telek        | Nell                   | Recurring | Recurring |           |         |         |
| Duncan Ollerenshaw | Gregory Toole          | Recurring | Recurring |           |         |         |
| James D. Hopkins   | Senator Jordan Crane   | Recurring |           |           |         |         |
| Wes Studi          | Chief Many Horses      | Recurring |           |           |         |         |
| Gerald Auger       | Pawnee Killer          | Recurring |           |           |         |         |
| Virginia Madsen    | Hannah Durant          |           | Recurring |           |         |         |
| Grainger Hines     | Doc Whitehead          |           | Recurring | Invitat   | Invitat | Invitat |
| Ryan Robbins       | Hawkins                |           | Recurring |           |         |         |
| Serge Houde        | Congressman Oakes Ames |           |           | Recurring |         |         |
| Chelah Horsdal     | Maggie Palmer          |           |           | Recurring |         |         |
| Damian O'Hare      | Declan Toole           |           |           | Recurring |         |         |
| Sean Hoy           | Joseph Dutson          |           |           | Recurring |         |         |

## Legături externe
- Site web oficial
- Production website
- Hell on Wheels la Internet Movie Database
- Hell on Wheels la CineMagia
- Hell on Wheels la TV.com
- Hell on Wheels la TV Guide